# Palmodes pacificus
Palmodes pacificus är en biart som beskrevs av Richard Mitchell Bohart och Menke 1961. Palmodes pacificus ingår i släktet Palmodes och familjen grävsteklar. Inga underarter finns listade i Catalogue of Life.